# Język starogrecki
Język starogrecki, greka starożytna (stgr. dialekt attycki: ἡ Ἑλληνικὴ γλῶττα, he Hellenikè glõtta) – ogólna nazwa okresu w rozwoju języka greckiego, trwającego od okresu archaicznego przez okres klasyczny aż po okres hellenistyczny w dziejach starożytnej Grecji. W takim ujęciu nazwa „język starogrecki” odnosi się do następujących faz rozwojowych języka:
- język grecki archaiczny (greka archaiczna)
- język grecki klasyczny (greka klasyczna)
- greka koine

Czasami pojęcie to rozciąga się także na język mykeński. Z drugiej strony czasem zawęża się je tylko do greki klasycznej.
W standardzie ISO 639 język starogrecki (do 1453) ma kod grc, natomiast język nowogrecki (od 1453) posiada kod el.